# Драгојешти-Лунка (Алба)
Драгојешти-Лунка (рум. Drăgoiești-Luncă) насеље је у Румунији у округу Алба у општини Видра. Oпштина се налази на надморској висини од 590 m.

## Становништво
Према подацима из 2002. године у насељу је живело 96 становника, од којих су сви румунске националности.